# Me and You (Kenny Chesney)
Me and You è il terzo album in studio del musicista country statunitense Kenny Chesney, pubblicato nel 1996.

## Tracce
1. Back in My Arms Again – 3:26
2. Ain't That Love – 3:14
3. When I Close My Eyes – 3:29
4. Back Where I Come From – 3:56
5. Turn for the Worse – 2:37
6. Me and You – 3:39
7. (Turn Out the Light And) Love Me Tonight – 2:12
8. Another Friday Night – 2:36
9. No Small Miracle – 3:30
10. My Poor Old Heart – 3:07
11. It's Never Easy to Say Goodbye – 4:42